# Ścieg okrętkowy

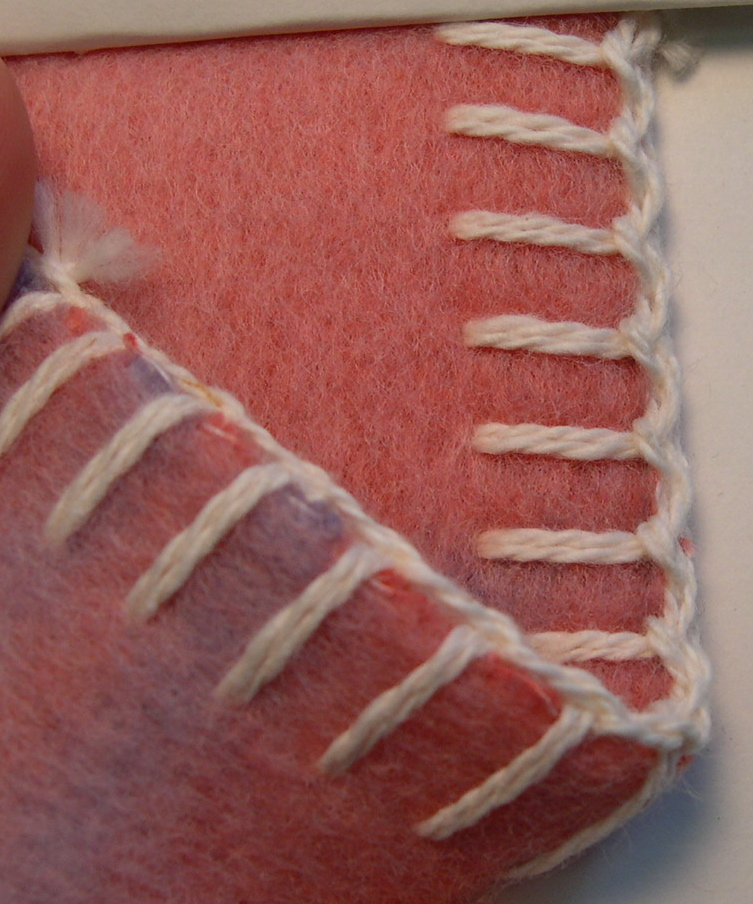
Ścieg okrętkowy

Ścieg okrętkowy, ścieg „na okrętkę” – ścieg służący do wzmocnienia i wykończenia krawędzi grubych materiałów. Jest wykorzystywany do dekoracyjnego obrębiania ubrań i kocy. 

## Historia

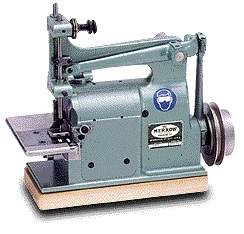
Maszyna Merrow

Ścieg okrętkowy ma długą historię, zarówno w wersji ręcznej, jak i wykonywany maszynowo. Był stosowany do zszywania kawałków skóry, między innymi w tradycjach rdzennych Amerykanów, a nawet do tkania obręczy koszy. Ścieg ten ma też zastosowania chirurgiczne. 
Pierwsza maszyna do wykonywania ściegu „na okrętkę” została wyprodukowana i opatentowana przez Merrow Machine Company w 1877 roku. Jej cechą charakterystyczną była zdolność do szycia przędzą i zszywania grubych materiałów o jednolitym owerlokiem. W latach 1877–1925 maszyna mocno ewoluowała, w związku z czym zwiększyła się także zdolność producentów do wytwarzania produktów tym ściegiem. 

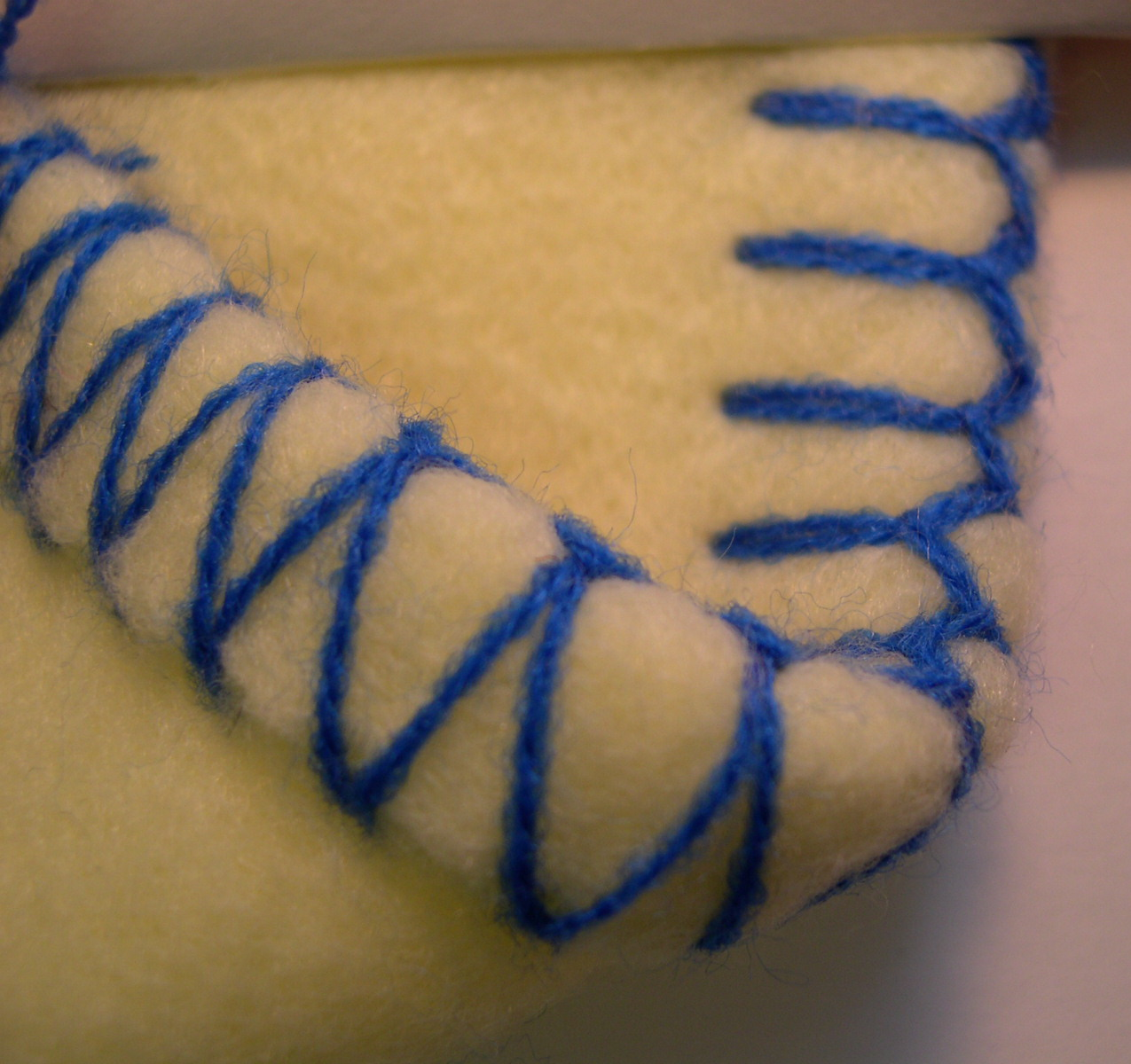
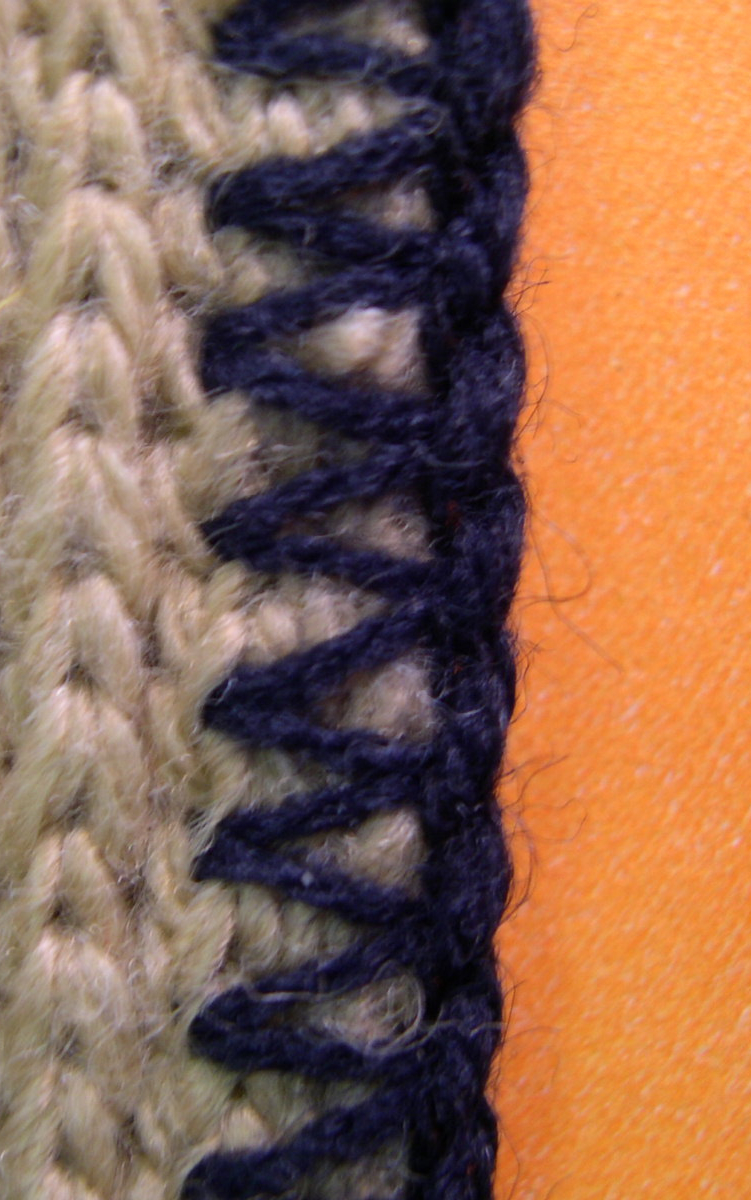
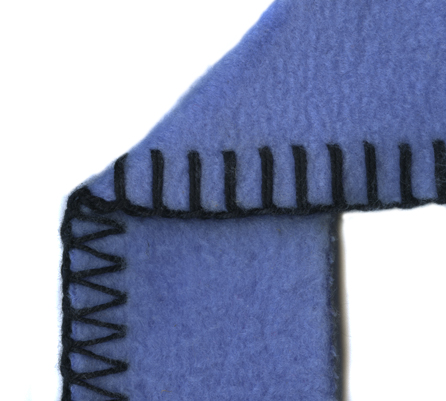
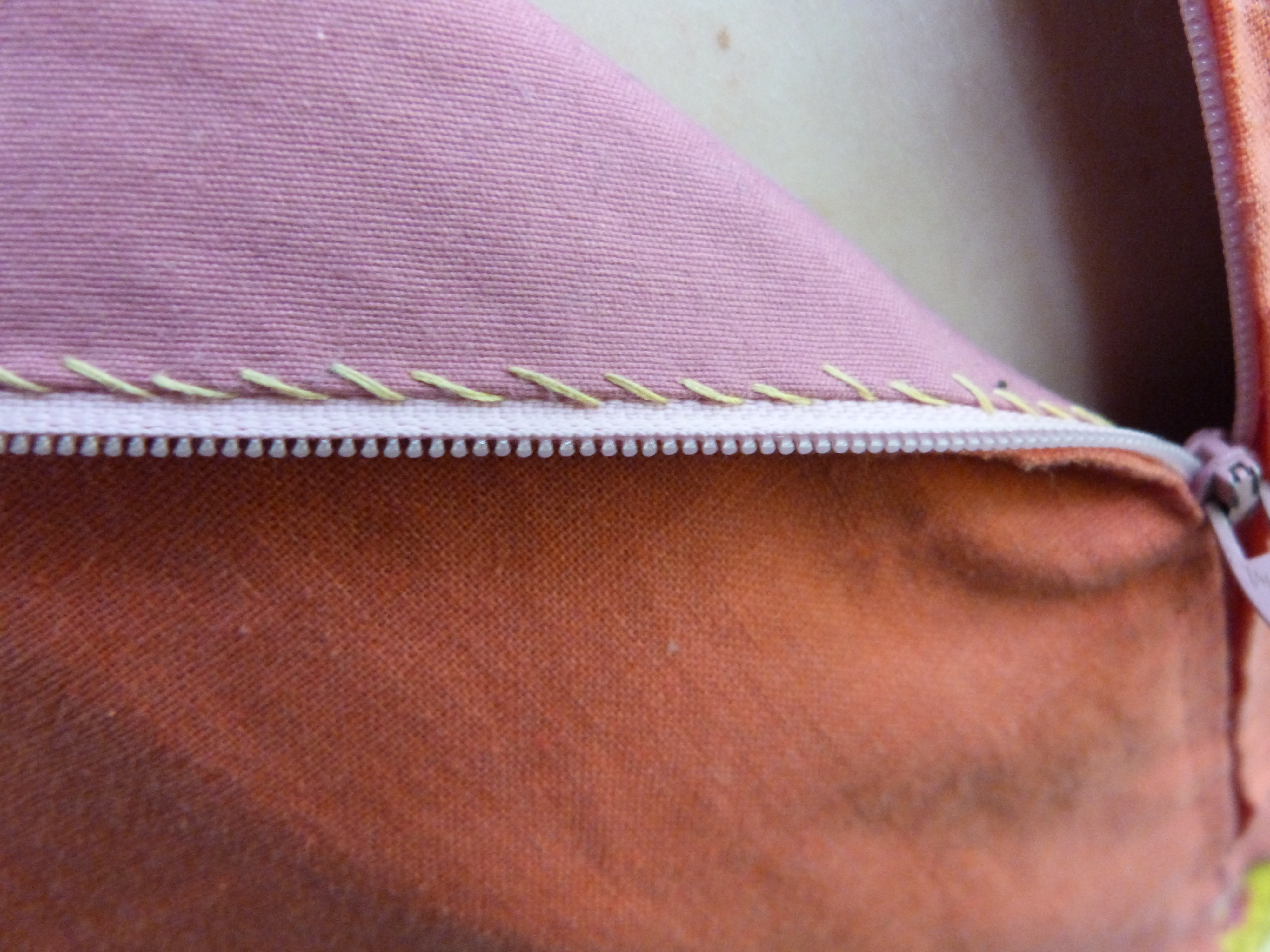